# B71 Sandoy
Pour les articles homonymes, voir B71.
Maillots
Le B71 Sandoy, ou Bóltfelagið frá 1971, est un club de football féroïen regroupant plusieurs villages de l'île de Sandoy.

## Historique
- 1970 : fondation du club à Sandur.
- 1971 : les autres villages de Sandoy (Skopun, Skálavík, Húsavík et Dalur) rejoignent le club qui est alors renommé Bóltfelagið frá 1971 (Football Club de 1971 en féroïen)
- 1994 : 1re participation à une Coupe d'Europe, la Coupe des Coupes, à la suite de sa victoire en Coupe des îles Féroé. Le B71 rencontre le club finlandais du HJK Helsinki et se voit éliminé (0-5/0-2).

## Bilan sportif

### Palmarès
- Championnat des îles Féroé
  - Champion : 1989

- Coupe des îles Féroé
  - Vainqueur : 1993
  - Finaliste : 1989, 1994

### Bilan européen
Note : dans les résultats ci-dessous, le score du club est toujours donné en premier.
| Saison    | Compétition      | Tour              | Club          | Domicile | Extérieur | Total |
| --------- | ---------------- | ----------------- | ------------- | -------- | --------- | ----- |
| 1994-1995 | Coupe des coupes | Tour préliminaire | HJK Helsinki  | 0 - 5    | 0 - 2     | 0 - 7 |
| 1999-2000 | Coupe UEFA       | Premier tour Q    | APOEL Nicosie | 1 - 5    | 2 - 4     | 3 - 9 |

Légende
- Victoire ou qualification pour le tour suivant
- Match nul
- Défaite ou élimination de la compétition